# Colibrí ametista
El colibrí ametista (Calliphlox amethystina) és una espècie d'ocell de la subfamília dels troquilins (Trochilinae) dins la família dels troquílids (Trochilidae) que actualment és considerada l'única espècie del gènere Calliphlox.

## Taxonomia
Antany era considerada una de les quatre espècies del seu gènere, però arran recents estudis, les altres espècies van ser ubicades a altres gèneres.

## Hàbitat i distribució
Habita boscos oberts, sabanes, praderies i matolls des de l'est de Colòmbia, Veneçuela, Guaiana, est de l'Equador i del Perú, est del Brasil, nord de Bolívia, el Paraguai i nord-est de l'Argentina.